# Willi van Ooyen
Willi van Ooyen (Weeze, 1947. február 23. –) német politikus. Középiskolai tanulmányai mellett dolgozott, ezért 1969-ben érettségizett. 1972-ben Frankfurt am Mainba költözött, hogy családot alapítson, s beiratkozott a Johann Wolfgang Goethe Egyetemre, ahol történelmi és pedagógiai tanulmányokat végzett. Önmagát marxistaként jellemezte.